# Cvetovac
Cvetovac (en serbe cyrillique : Цветовац) est un village de Serbie situé dans la municipalité de Lazarevac et sur le territoire de la Ville de Belgrade. Au recensement de 2011, il comptait 139 habitants.

## Géographie

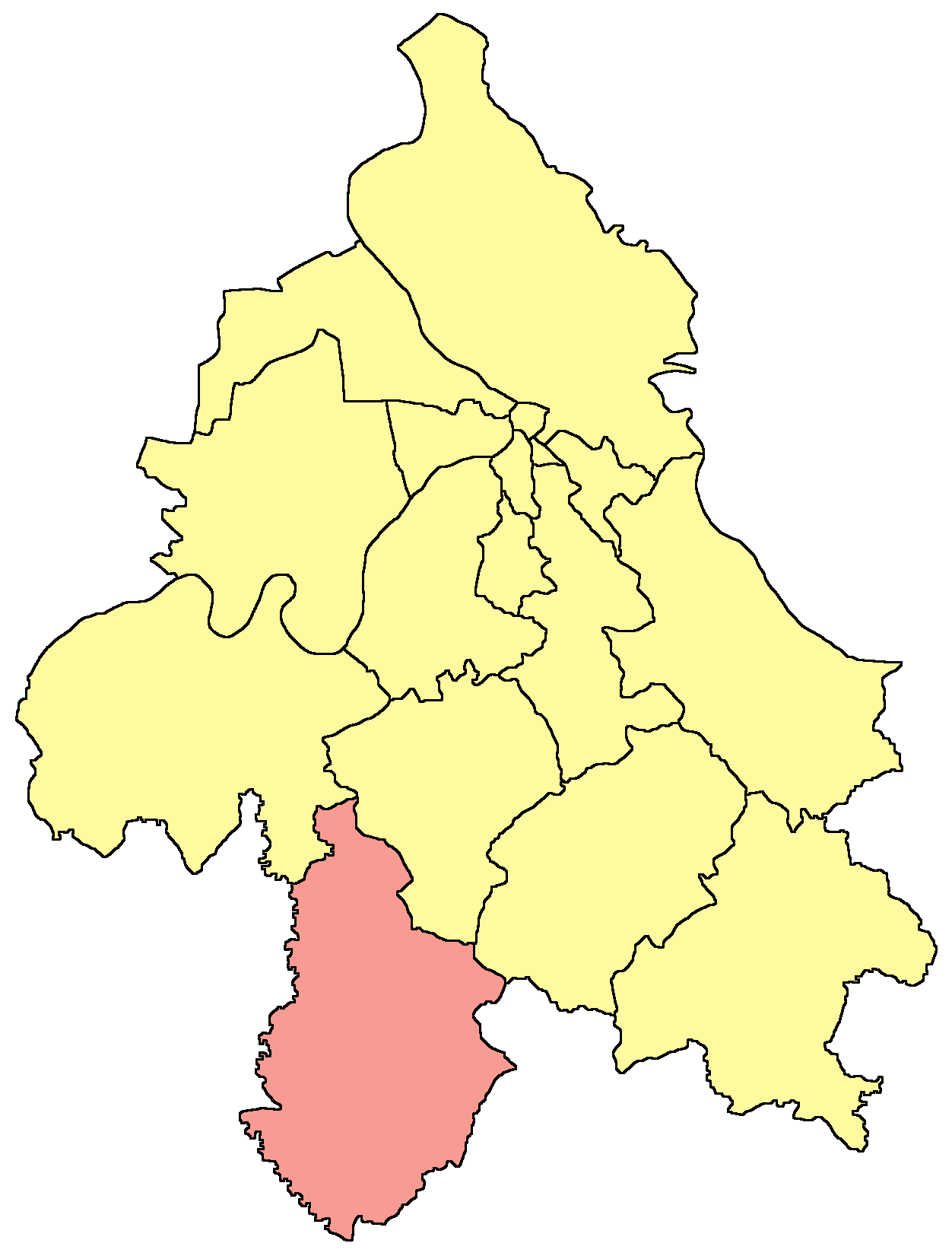
Localisation de la municipalité de Lazarevac dans la Ville de Belgrade

Cvetovac est situé sur la rive droite de la Kolubara.

## Démographie

### Évolution historique de la population
| 1948 | 1953 | 1961 | 1971 | 1981 | 1991 | 2002 | 2011 |
| ---- | ---- | ---- | ---- | ---- | ---- | ---- | ---- |
| 779  | 856  | 934  | 926  | 838  | 276  | 233  | 139  |

|  |

### Données de 2002
Pyramide des âges (2002)
En 2002, l'âge moyen de la population était de 38,6 ans pour les hommes et 42,9 ans pour les femmes.
Répartition de la population par nationalités (2002)
En 2002, les Serbes représentaient 99,57 % de la population.

### Données de 2011
En 2011, l'âge moyen de la population était de 39,2 ans, 37,2 ans pour les hommes et 41,4 ans pour les femmes.